# Incidente del Laconia
El incidente del Laconia fue una serie de acontecimientos que rodearon el hundimiento de un barco de transporte de tropas británico en el Océano Atlántico el 12 de septiembre de 1942, durante la Segunda Guerra Mundial, y un posterior ataque aéreo a los submarinos alemanes e italianos que participaban en los intentos de rescate. El RMS Laconia (1921), que transportaba 2732 tripulantes, pasajeros, soldados y prisioneros de guerra, fue torpedeado y hundido por el submarino alemán U-156 (1941), un U-boat alemán, frente a la costa de África Occidental. Operando en parte bajo los dictados de las antiguas reglas de premios, el comandante del U-boat, el capitán de corbeta Werner Hartenstein, inició inmediatamente las operaciones de rescate. El U-156 transmitió su posición en canales de radio abiertos a todos los Potencias aliadas cercanos, y se les unieron las tripulaciones de varios otros submarinos en las cercanías.
Tras salir a la superficie y recoger a los supervivientes, que fueron alojados en la cubierta de proa, el U-156 se dirigió a la superficie bajo las banderas de la Cruz Roja para reunirse con los barcos de la Francia de Vichy y trasladar a los supervivientes. En el camino, el submarino fue avistado por un bombardero B-24 Liberator de las Fuerzas Aéreas del Ejército de los Estados Unidos. La tripulación, tras informar de la ubicación del submarino, sus intenciones y la presencia de supervivientes, recibió la orden de atacarlo. Los B-24 mataron a decenas de supervivientes del Laconia con bombas y ataques de ametrallamiento, lo que obligó al U-156 a arrojar al mar a los supervivientes restantes que había rescatado y a realizar una inmersión forzosa para evitar ser destruido.
Las operaciones de rescate fueron continuadas por otros buques. Otro submarino alemán, el U-506, también fue atacado por la aviación estadounidense y obligado a sumergirse. Un total de 1113 tripulantes fueron rescatados finalmente; sin embargo, 1619 murieron, la mayoría prisioneros de guerra italianos. El suceso cambió la actitud general del personal naval alemán hacia el rescate de los marineros aliados varados. Los comandantes de la Kriegsmarine recibieron rápidamente la Orden Laconia del Gran Almirante Karl Dönitz, que prohibía específicamente cualquier intento de este tipo y daba paso a la guerra submarina indiscriminada para el resto de la guerra.
Los pilotos del B-24 informaron por error de que habían hundido al U-156, y se les concedieron medallas al valor. Ni los pilotos estadounidenses ni su comandante fueron castigados o investigados, y el asunto fue olvidado discretamente por el ejército estadounidense. Durante los posteriores juicios de Nuremberg, un fiscal intentó citar la Orden Laconia como prueba de los crímenes de guerra de Dönitz y sus submarinistas. La estratagema resultó contraproducente y causó mucha vergüenza a los Estados Unidos después de que el informe completo del incidente saliera a la luz pública y se conociera el motivo de la "orden Laconia".

## RMSLaconia

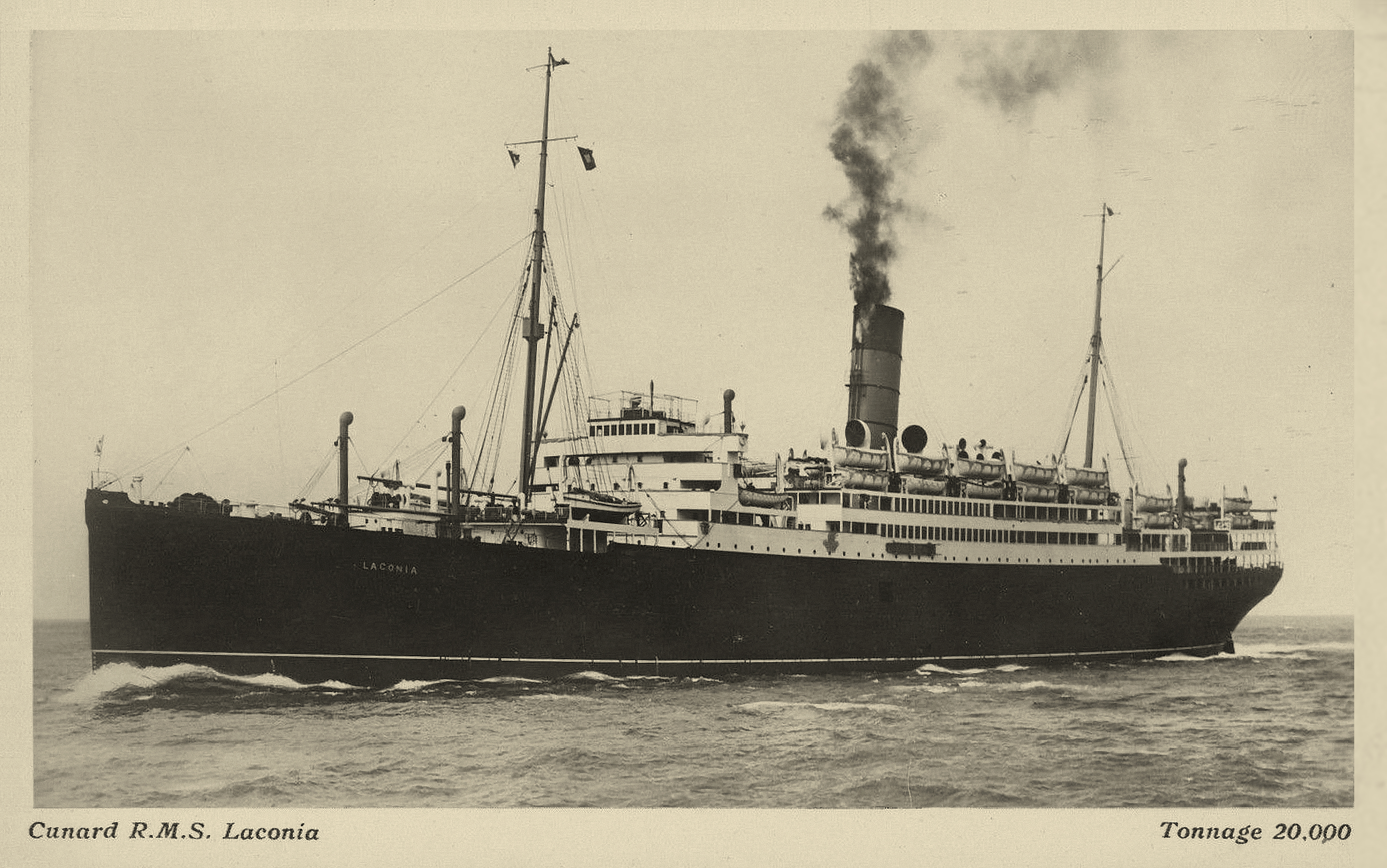
RMS Laconia (1921) en Cunard Line alrededor de 1921

El RMS Laconia fue construido en 1921 como un transatlántico civil por Swan, Hunter & Wigham Richardson Ltd, Wallsend, Northumberland. El 8 de septiembre de 1925, el Laconia colisionó con la goleta británica Lucia P. Dow en el Océano Atlántico, a 60 millas náuticas (110 km) al este de Nantucket, Massachusetts, Estados Unidos. El Laconia remolcó a la goleta durante 120 millas náuticas (220 km) antes de entregar el remolque al remolcador estadounidense Resolute. En 1934, sus letras de código se cambiaron a GJCD[5] El 24 de septiembre de 1934 el Laconia se vio envuelto en una colisión frente a la costa estadounidense, mientras viajaba de Boston a Nueva York en medio de una densa niebla. El Laconia chocó con el Pan Royal, un carguero estadounidense, a babor[6] y ambos buques sufrieron graves daños, pero pudieron seguir adelante con sus propios medios. El Laconia regresó a Nueva York para ser reparado y reanudó la navegación en 1935. Durante la Segunda Guerra Mundial fue requisado para el esfuerzo bélico, y en 1942 había sido convertido en un buque de transporte de tropas. En el momento del incidente, transportaba principalmente a prisioneros de guerra italianos desde Ciudad del Cabo a Freetown, bajo el mando del capitán Rudolph Sharp. El barco llevaba 463 oficiales y tripulación, 87 civiles, 286 soldados británicos, 1793 prisioneros italianos y 103 soldados polacos que actuaban como guardianes de los prisioneros.
Sharp había comandado anteriormente el RMS Lancastria, hundido por las bombas alemanas el 17 de junio de 1940, frente al puerto francés de Saint-Nazaire, mientras participaba en la Operación Ariel, la evacuación de ciudadanos y tropas británicas de Francia, dos semanas después de la evacuación de Dunkerque.

## Eventos

### Ataque aLaconia

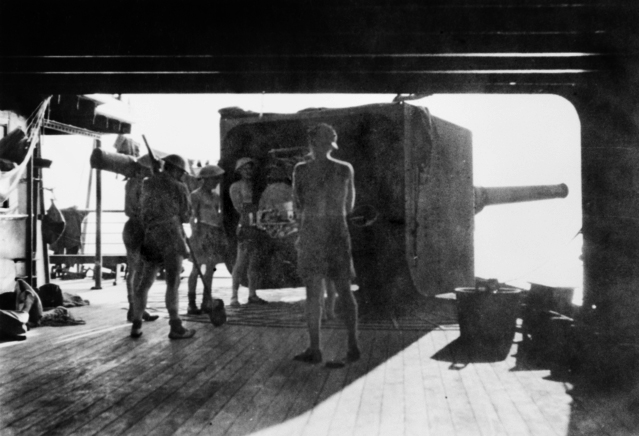
Armamento de Laconia

A las 10 de la noche del 12 de septiembre de 1942, el Submarino alemán U-156 (1941) estaba patrullando frente a la costa de África occidental, a medio camino entre Liberia y la Isla Ascensión. El oficial al mando del submarino, Korvettenkapitän Werner Hartenstein, divisó al gran barco británico que navegaba solo y lo atacó. Los barcos armados, es decir, la mayoría de los mercantes y los transportes de tropas, constituían objetivos legítimos de ataque sin previo aviso. Armado como tal, el Laconia entraba en esta categoría, y a las 10:22 p. m. transmitió un mensaje en la banda de 600 m (500 kHz): "SSS 0434 Sur / 1125 Oeste Laconia torpedeado". "SSS" era el código que significaba "bajo ataque por submarino". Se transmitieron otros mensajes, pero no hay constancia de que fueran recibidos por ningún otro buque o estación.
Aunque había suficientes botes salvavidas para toda la tripulación, incluidos los prisioneros italianos, la fuerte escora impidió lanzar la mitad de ellos hasta que el buque se asentó. Los prisioneros fueron abandonados en las bodegas de carga cerradas mientras el barco se hundía, pero la mayoría consiguió escapar rompiendo las escotillas o trepando por los conductos de ventilación. Varios fueron fusilados cuando un grupo de prisioneros se abalanzó sobre un bote salvavidas, y un gran número fue asesinado a bayonetazos para evitar que subieran a uno de los pocos botes salvavidas disponibles. Los guardias polacos estaban armados con rifles con bayonetas fijas; sin embargo, no estaban cargados y los guardias no llevaban munición. Los testigos indican que pocos de los prisioneros fueron fusilados. En su lugar, la mayoría de las bajas fueron atravesadas con bayonetas.
Cuando se lanzaron los últimos botes salvavidas, la mayoría de los supervivientes ya habían entrado en el agua, por lo que algunos botes salvavidas tenían pocos pasajeros. Sólo una balsa salvavidas abandonó el barco con prisioneros a bordo; el resto saltó al océano. Los supervivientes contaron más tarde cómo los italianos que estaban en el agua eran fusilados o se les cortaban las manos con hachas si intentaban subir a un bote salvavidas. La sangre pronto atrajo a los tiburones. El cabo Dino Monte, uno de los pocos supervivientes italianos, declaró "... los tiburones se lanzaron entre nosotros. Agarrando un brazo, mordiendo una pierna. Otras bestias más grandes se tragaron cuerpos enteros" Mientras el Laconia se hundía, el U-156 salió a la superficie para capturar a los oficiales superiores supervivientes del barco. Para su sorpresa, vieron a más de 2.000 personas luchando en el agua.[cita requerida]

### Operación rescate
Al darse cuenta de que los pasajeros eran principalmente prisioneros de guerra y civiles, Hartenstein inició inmediatamente las operaciones de rescate mientras ondeaba la bandera de la Cruz Roja. El Laconia se hundió a las 11:23 de la noche, más de una hora después del ataque. A la 1:25 de la madrugada del 13 de septiembre, Hartenstein envió un mensaje de radio codificado al Befehlshaber der U-Boote alertando de la situación. Decía: Hundido por el Hartenstein, el Laconia británico, Qu FF7721, 310 grados. Desgraciadamente con 1500 prisioneros de guerra italianos; 90 sacados del agua hasta ahora. Solicitamos órdenes."
El jefe de operaciones submarinas, el almirante Karl Dönitz, ordenó inmediatamente a siete submarinos del wolfpack Eisbär, que se habían estado reuniendo para participar en un ataque sorpresa planeado contra Ciudad del Cabo, que se desviaran al lugar para recoger a los supervivientes. Dönitz informó entonces a Berlín de la situación y de las medidas que había tomado. Hitler estaba furioso y ordenó que se abandonara el rescate. El almirante Erich Raeder ordenó a Dönitz que retirara los barcos del Eisbär, entre los que se encontraba el U-156 de Hartenstein, y los enviara a Ciudad del Cabo según el plan original. Raeder ordenó entonces al U-506-2, comandado por el Kapitänleutnant Erich Würdemann, al U-507, bajo el mando del Korvettenkapitän Harro Schacht, y al submarino italiano Comandante Cappellini que interceptaran a Hartenstein para hacerse con sus supervivientes y que luego se dirigieran al lugar de Laconia y rescataran a los italianos que pudieran encontrar. Raeder también solicitó a los franceses de Vichy que enviaran buques de guerra desde Dakar y Costa de Marfil para recoger a los supervivientes italianos de los tres submarinos.[cita requerida]
Los franceses de Vichy, en respuesta, enviaron el crucero de 7600 toneladas Gloire (1935) desde Dakar, y dos balandras, la rápida Annamite de 660 toneladas y la más lenta de 2000 toneladas, la francesa Dumont-d'Urville, desde Conakry, Guinea Francesa, y Cotonú,  Dahomey, respectivamente. Dönitz retiró los barcos del Eisbär e informó a Hartenstein de las órdenes de Raeder, pero sustituyó el U-159 (1941) del Kapitänleutnant Helmut Witte por el U-156 en el grupo del Eisbär y envió la orden: Todos los barcos, incluido el Hartenstein, sólo lleven tantos hombres en el barco como les permita estar completamente listos para la acción cuando se sumerjan.
El U-156 pronto estuvo abarrotado por encima y por debajo de las cubiertas con casi 200 supervivientes, incluidas cinco mujeres, y tenía otros 200 a bordo de cuatro botes salvavidas. A las 6 de la mañana del 13 de septiembre, Hartenstein transmitió un mensaje en inglés -no en código- a todos los barcos de la zona, indicando su posición, solicitando ayuda para el rescate y prometiendo no atacar. Decía: Si algún barco ayuda a la tripulación del Laconia naufragado, no lo atacaré, siempre que no sea atacado por barco o fuerza aérea. He recogido 193 hombres. 4°-53" Sur, 11°-26" Oeste. - Submarino alemán.
| 
Los británicos en Freetown interceptaron este mensaje pero, creyendo que podía ser una  artimaña de guerra, se negaron a dar crédito. Dos días más tarde, el 15 de septiembre, se transmitió un mensaje a los estadounidenses de que el Laconia había sido torpedeado y el mercante británico Empire Haven estaba en camino para recoger a los supervivientes. El "mensaje mal redactado" daba a entender que el Laconia sólo había sido hundido ese día y no mencionaba que los alemanes estuvieran implicados en un intento de rescate en el marco de un alto el fuego o que los barcos franceses neutrales también estuvieran en ruta.
El U-156 permaneció en la superficie en el lugar de los hechos durante los dos días y medio siguientes. A las 11:30 de la mañana del 15 de septiembre, se le unió el U-506, y unas horas más tarde, el U-507 y el Comandante Cappellini. Los cuatro submarinos, con botes salvavidas a remolque y cientos de supervivientes en sus cubiertas, se dirigieron a la costa africana y a un encuentro con los buques de guerra de superficie franceses de Vichy que habían partido de Senegal y Dahomey.

### Primer ataque americano
Durante la noche los submarinos se separaron. El 16 de septiembre, a las 11:25 de la mañana, el U-156 fue avistado por un bombardero americano B-24 Liberator que volaba desde una base aérea secreta en Ascension. El submarino viajaba con una bandera de la Cruz Roja cubierta por su cañón. Hartenstein hizo una señal al piloto tanto en código Morse como en inglés solicitando ayuda. Un oficial británico también envió un mensaje a la aeronave: Oficial de la RAF hablando desde el submarino alemán, supervivientes del Laconia a bordo, soldados, civiles, mujeres, niños.
El teniente James D. Harden, de las Fuerzas Aéreas del Ejército de los Estados Unidos, no respondió a los mensajes; se dio la vuelta y notificó la situación a su base. El oficial superior de guardia ese día, el capitán Robert C. Richardson III, que afirmó no saber que se trataba de una operación de rescate alemana sancionada por la Cruz Roja, ordenó al B-24 hundir el submarino. Richardson afirmó posteriormente que creía que las reglas de guerra de la época no permitían que un barco de combate enarbolara banderas de la Cruz Roja. Temía que el submarino alemán atacara a los dos cargueros aliados desviados por los británicos al lugar. Supuso que el submarino alemán sólo rescataba a los prisioneros de guerra italianos. En su evaluación táctica, creía que el submarino podría descubrir y bombardear el aeródromo secreto de Ascensión y los depósitos de combustible, cortando así una ruta aérea de reabastecimiento crítica para las fuerzas británicas en Egipto y las fuerzas soviéticas en Rusia.
Harden volvió a volar al lugar del rescate y, a las 12:32 p. m., atacó con bombas y cargas de profundidad. Una de ellas cayó entre los botes salvavidas remolcados detrás del U-156, matando a docenas de supervivientes, mientras que otras alcanzaron al propio submarino, causando daños menores. Hartenstein dejó a la deriva los botes salvavidas que seguían a flote y ordenó a los supervivientes de su cubierta que se lanzaran al agua. El submarino se sumergió lentamente para dar a los que aún estaban en la cubierta la oportunidad de entrar en el agua y escapar. Según el informe de Harden, realizó cuatro ataques al submarino. En las tres primeras las cargas de profundidad y las bombas no se liberaron, en la cuarta lanzó dos bombas. La tripulación del Liberator recibió posteriormente medallas por el supuesto hundimiento del U-156, cuando en realidad sólo habían hundido dos botes salvavidas.
Ignorando la petición del comandante Hartenstein de que se quedaran en la zona para ser rescatados por los franceses de Vichy, dos botes salvavidas decidieron dirigirse a África. Uno, que inició el viaje con 68 personas a bordo, llegó a la costa africana 27 días después con sólo 16 supervivientes. El otro fue rescatado por un pesquero británico tras 40 días en el mar. Sólo cuatro de sus 52 ocupantes seguían vivos.[cita requerida]
Ajenos al ataque, el U-507, el U-506 y el Cappellini continuaron recogiendo supervivientes. A la mañana siguiente el Comandante Revedin del Cappellini se encontró con que estaba rescatando supervivientes que habían quedado a la deriva por el U-156. A las 11:30 a. m. Revedin recibió el siguiente mensaje: Burdeos a Cappellini: Informando de un ataque ya realizado por otros submarinos. Prepárense para sumergirse para actuar contra el enemigo. Ponga a los náufragos en las balsas, excepto las mujeres, los niños y los italianos, y diríjase a la cuadrícula menor 56 de la cuadrícula 0971 donde desembarcará a los náufragos restantes en los barcos franceses. Mantenga los prisioneros británicos. Mantenga una estricta vigilancia de los aviones y submarinos enemigos. Fin del mensaje.
El U-507 y el U-506 recibieron la confirmación del cuartel general del ataque al U-156 y se les pidió el número de supervivientes rescatados. El Comandante Schacht del U-507 respondió que tenía 491, de los cuales 15 eran mujeres y 16 eran niños. El Comandante Wurdemann del U-506 confirmó 151, incluyendo nueve mujeres y niños. El siguiente mensaje del cuartel general les ordenó que dejaran a la deriva a todos los supervivientes británicos y polacos, que marcaran sus posiciones y que les ordenaran permanecer exactamente donde estaban, y que luego se dirigieran a toda prisa al punto de encuentro para el rescate. Los respectivos comandantes optaron por no dejar a la deriva a ningún superviviente.[cita requerida]
La orden dada por Richardson y el consiguiente ataque de Harden han sido calificados como prima facie  crímenes de guerra aliados. Según las convenciones de la guerra en el mar, los buques -incluidos los submarinos- que participan en operaciones de rescate se consideran inmunes a los ataques.

### Segundo ataque americano
Cinco B-25 del escuadrón permanente de Ascension y el B-24 de Hardin continuaron buscando submarinos desde el amanecer hasta el atardecer. El 17 de septiembre, un B-25 avistó los botes salvavidas del Laconia e informó al Empire Haven de su posición. El B-24 de Hardin avistó el U-506, que llevaba 151 supervivientes a bordo, entre ellos nueve mujeres y niños, y lo atacó. En el primer ataque las bombas no cayeron, el U-506 se sumergió repentinamente y en el segundo ataque el B-24 lanzó dos bombas de 500 libras y dos cargas de profundidad de 350 libras pero no causaron daños.

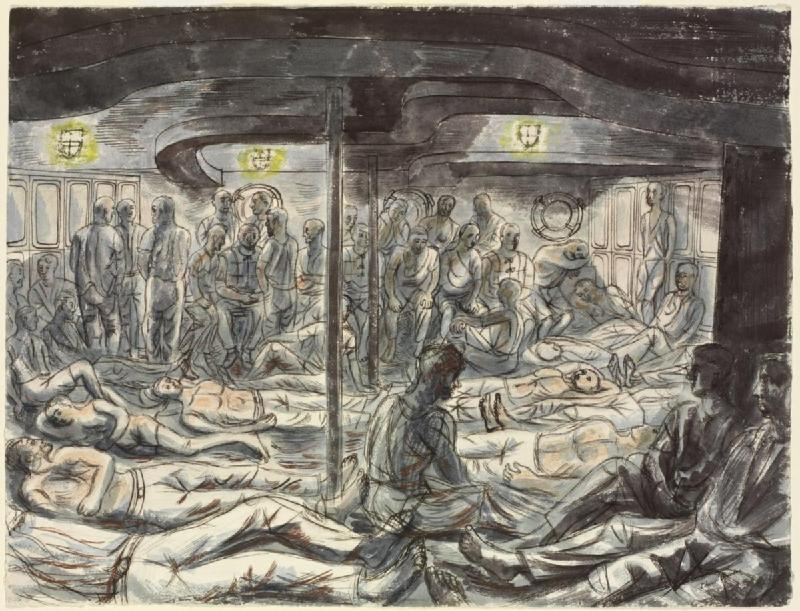
Rescued British Sailors,_Soldiers,_Airmen_and_Merchant_Seamen; on the French warship Gloire de Edward Bawden

Ese mismo día, los británicos en Freetown enviaron un mensaje ambiguo a Ascensión informando que tres barcos franceses de Dakar estaban en camino. El capitán Richardson asumió que los franceses tenían la intención de invadir Ascensión, por lo que se canceló la caza submarina para preparar una invasión.
El crucero francés Gloire (1935) recogió a 52 supervivientes, todos británicos, cuando todavía estaban a 100 km del punto de encuentro. El Gloire se reunió entonces con el balandro Annamite y ambos se encontraron con el U-507 y el U-506 en el punto de encuentro poco después de las 2 de la tarde del 17 de septiembre. Con la excepción de dos oficiales británicos retenidos a bordo del U-507, todos los supervivientes fueron transferidos a los barcos de rescate. El Gloire zarpó por su cuenta y en cuatro horas rescató otros 11 botes salvavidas. A las 10 de la noche, el Gloire encontró otro bote salvavidas y se dirigió al encuentro previsto con el Annamite.
A la 1 de la madrugada, un vigía divisó una luz en el horizonte, que fue investigada a pesar de que esto significaba que el Gloire no podría llegar al encuentro, y otros 84 supervivientes fueron rescatados. Se organizó un nuevo encuentro, los barcos se reunieron a las 9:30 de la mañana y el Annamite transfirió a sus supervivientes al Gloire. Se hizo un recuento: 373 italianos, 70 polacos y 597 británicos que incluían 48 mujeres y niños. El Gloire llegó a Dakar el 21 de septiembre para reabastecerse antes de zarpar hacia Casablanca, donde llegó el 25 de septiembre. A su llegada, el coronel Baldwin, en nombre de todos los supervivientes británicos, entregó al capitán del Cappellini una carta que decía lo siguiente

Nosotros, los oficiales abajo firmantes de la Armada, el Ejército y la Fuerza Aérea de Su Majestad y de la Marina Mercante, y también en nombre del destacamento polaco, los prisioneros de guerra, las mujeres y los niños, deseamos expresarle nuestra más profunda y sincera gratitud por todo lo que ha hecho, a costa de grandes dificultades para su barco y su tripulación, al darnos la bienvenida a nosotros, los supervivientes del buque de transporte de Su Majestad, el Laconia. 

El submarino Cappellini no pudo encontrar a los buques de guerra franceses, así que pidió instrucciones por radio y esperó una respuesta. La balandra francesa Dumont-d'Urville fue enviada a reunirse con el Cappellini y por casualidad rescató un bote salvavidas del carguero británico Trevilley, que había sido torpedeado el 12 de septiembre. Tras buscar sin suerte a otros supervivientes del Trevilley, el Dumont-d'Urville se encontró con el Cappellini el 20 de septiembre. A excepción de seis italianos y dos oficiales británicos, el resto de los supervivientes fueron transferidos al Dumont-d'Urville, que posteriormente trasladó a los italianos al Annamite, que los transportó a Dakar el 24 de septiembre. De la dotación original del Laconia de 2732 personas, sólo sobrevivieron 1113. De los 1619 que murieron, 1420 eran prisioneros de guerra italianos.

### Conclusión
Desde Casablanca, la mayoría de los supervivientes fueron llevados a Mediouna para esperar el transporte a un campo de prisioneros en Alemania. El 8 de noviembre, la Invasión aliada del norte de África comenzó a liberar a los supervivientes, que fueron llevados a bordo del buque Anton que los desembarcó en Estados Unidos.
Una de las supervivientes, Gladys Foster, escribió una detallada descripción del hundimiento, el rescate y el posterior internamiento de dos meses en África. Gladys era la esposa del capellán de las fuerzas, el reverendo Denis Beauchamp Lisle Foster, que estaba destinado en Malta. Estaba a bordo del barco con su hija de 14 años, Elizabeth Barbara Foster, que viajaba de vuelta a Gran Bretaña. Durante el caos del naufragio las dos se separaron y no fue hasta días después que Gladys descubrió que su hija había sobrevivido y estaba en otra balsa. Se vio obligada a escribir su recuerdo poco después de desembarcar de nuevo en Londres.[cita requerida]
Doris Hawkins, una enfermera misionera, sobrevivió al incidente del Laconia y pasó 27 días a la deriva en el bote salvavidas nueve, llegando finalmente a la costa de Liberia. Regresaba a Inglaterra después de cinco años en Palestina con Sally Kay Readman, de 14 meses, que se perdió en el mar cuando se trasladaban al bote salvavidas.[cita requerida]
Doris Hawkins escribió un panfleto titulado "Torpedo del Atlántico" tras su eventual regreso a Inglaterra, publicado por Victor Gollancz en 1943. En él escribe sobre los momentos en los que Sally se perdió: "Nos encontramos encima de los brazos y las piernas de una masa humana presa del pánico. El bote salvavidas, lleno hasta los topes de hombres, mujeres y niños, hacía aguas y se llenaba rápidamente de agua; al mismo tiempo, chocaba contra el costado del barco. Justo cuando me pasaron a Sally, el bote se llenó por completo y volcó, arrojándonos a todos al agua. La perdí. No oí su llanto ni siquiera entonces, y estoy seguro de que Dios se la llevó inmediatamente a sí mismo sin sufrimiento. Nunca la volví a ver".
Doris Hawkins fue una de los 16 supervivientes (de los 69 que había en el bote salvavidas cuando fue arrojado a la deriva del submarino). Pasó los años restantes de la guerra visitando personalmente a las familias de las personas que perecieron en el bote salvavidas, devolviéndoles los recuerdos que le habían confiado en sus últimos momentos. En palabras de Doris: Es imposible imaginar por qué fui elegida para sobrevivir cuando tantos no lo hicieron. He sido reacia a escribir la historia de nuestras experiencias, pero en respuesta a muchas peticiones lo he hecho; y si fortalece la fe de alguien, si es una inspiración para alguno, si lleva a casa a otros, hasta ahora intactos, todo lo que 'los que bajan al mar en barcos' afrontan por nosotros, hora a hora, día a día, año tras año-no habrá sido escrito en vano.
El superviviente Jim McLoughlin afirma en Un enemigo común que después del incidente Hartenstein le preguntó si estaba en la Royal Navy, que lo estaba, entonces por qué un barco de pasajeros estaba armado, afirmando: Si no estuviera armado, no habría atacado. McLoughlin cree que esto indica que Hartenstein había pensado que se trataba de un transporte de tropas y no de un barco de pasajeros; al hacer señales a la Royal Navy, el Laconia actuaba de facto como un barco de auxilio.

## Consecuencias
El incidente del Laconia tuvo consecuencias de gran alcance. Hasta ese momento, era habitual que los submarinos ayudaran a los supervivientes de los torpedos con comida, agua, atención médica sencilla para los heridos y un rumbo hasta la masa de tierra más cercana. Era muy raro que los supervivientes subieran a bordo, ya que el espacio de un submarino apenas alcanzaba para su propia tripulación. El 17 de septiembre de 1942, en respuesta al incidente, el almirante Karl Dönitz emitió una orden llamada Tritón Nulo, más tarde conocida como la Orden Laconia. En ella, Dönitz prohibía a las tripulaciones de los submarinos intentar rescatarlos; los supervivientes debían ser abandonados en el mar. Incluso después, los submarinos siguieron prestando ocasionalmente ayuda a los supervivientes.
En los juicios de Nuremberg celebrados por los aliados en 1946, Dönitz fue acusado de crímenes de guerra. La emisión de la Orden Laconia fue la pieza central de la acusación, una decisión que le salió mal a la propia fiscalía. Su introducción permitió a la defensa relatar extensamente los numerosos casos en los que los submarinistas alemanes actuaron con humanidad cuando en situaciones similares los aliados se comportaron con insensibilidad. Dönitz señaló que la propia orden fue un resultado directo de esta insensibilidad y del ataque a una operación de rescate por parte de aviones estadounidenses.
Los estadounidenses también habían practicado la  guerra submarina sin restricciones, bajo su propio equivalente a la Orden Laconia, que había estado en vigor desde que entraron en la guerra. El Almirante de la Flota Chester Nimitz, el comandante en jefe de la Flota del Pacífico de los Estados Unidos, proporcionó un testimonio escrito sin disculpas en nombre de Dönitz en su juicio de que la Armada de los Estados Unidos había librado una guerra submarina sin restricciones en el Pacífico desde el primer día en que los Estados Unidos entraron en la guerra. Este testimonio hizo que el Tribunal de Nuremberg no impusiera una condena a Dönitz por esta infracción de la ley, aunque fue condenado por el cargo.

La acusación ha presentado muchas pruebas en torno a dos órdenes de Dönitz, la Orden de Guerra nº 154, emitida en 1939, y la llamada Orden Laconia de 1942. La defensa argumenta que estas órdenes y las pruebas que las respaldan no demuestran tal política e introdujo muchas pruebas en sentido contrario. El Tribunal opina que las pruebas no establecen con la certeza necesaria que Dönitz ordenara deliberadamente el asesinato de los náufragos. Las órdenes eran indudablemente ambiguas y merecen la más fuerte censura.
Las pruebas demuestran además que las disposiciones de rescate no se llevaron a cabo y que el acusado ordenó que no se llevaran a cabo. El argumento de la defensa es que la seguridad del submarino es, como primera regla del mar, primordial para el rescate y que el desarrollo de los aviones hizo imposible el rescate. Esto puede ser así, pero el Segundo Tratado Naval de Londres; es explícito. Si el comandante no puede rescatar, entonces, según sus términos, no puede hundir un buque mercante y debe permitir que pase inofensivo ante su periscopio. Las órdenes, entonces, demuestran que Dönitz es culpable de una violación del Protocolo.
A la vista de todos los hechos probados y, en particular, de una orden del Almirantazgo británico anunciada el 8 de mayo de 1940, según la cual todos los buques debían ser hundidos al ser vistos en el Skagerrak, y de las respuestas a los interrogatorios del almirante Chester Nimitz en las que se afirma que los Estados Unidos llevaron a cabo una guerra submarina sin restricciones en el Océano Pacífico desde el primer día de la Guerra del Pacífico, la condena de Dönitz no se aprecia por sus infracciones del derecho internacional de la guerra submarina.

La serie Naval War College Estudios de Derecho Internacional cubre las interpretaciones del derecho internacional durante los conflictos armados y cómo estas leyes fueron aplicadas por cada parte. En el volumen 65, Targeting Enemy Merchant Shipping, el capítulo tres contiene un examen del incidente del Laconia en el contexto de la aplicación del derecho internacional a la guerra submarina de la Segunda Guerra Mundial:

La persona que emitió la orden de ataque y el comandante de la aeronave que la llevó a cabo son ambos prima facie culpables de un crimen de guerra. La conducta del comandante de la aeronave parece totalmente inexcusable, ya que debió observar la operación de rescate. Durante el tiempo en que están comprometidos en dicha operación, los submarinos enemigos ya no son objetos lícitos de ataque. El hecho de que la Fuerza Aérea del Ejército de los Estados Unidos no tomara ninguna medida para investigar este incidente, y que no se celebrara ningún juicio con arreglo al código penal nacional vigente en aquel momento, los Artículos de Guerra, es una grave reflexión sobre toda la cadena de mando militar.